# Affaire Joseph Messina
L’affaire Joseph Messina est une affaire criminelle française, concernant un double meurtre, survenu du 10 au 12 septembre 1993. Dans cette affaire, Joseph Messina reconnait avoir tué Thierry Garbolino, 27 ans, le 10 septembre 1993 au mont Granier en Savoie, et Magali Ferrand, 30 ans, son ex-compagne, dans la nuit du 12 septembre 1993 à Brignoles dans le Var.

## Contexte

### Biographie de Joseph Messina
Joseph Messina est né le 4 décembre 1959 à Chambéry en Savoie, de deux parents immigrés italiens.

### La rencontre avec Magali Ferrand
En 1980, alors qu’il a 21 ans, il rencontre Magali Ferrand, âgée de 17 ans, qui devient alors sa compagne. Les parents de la jeune fille s’opposent à cette relation et de fait, en 1981, le couple part pour la Sicile jusqu’en 1983 où ils reviennent s’installer à Chambéry. Dans la même année, leur fille Victoria naît.

### Série de braquage dans les années 1980
À leur retour en France, Joseph Messina s’implique dans plusieurs affaires de crimes. Entre 1988 et 1989, il commet une série de vols à main armée en Savoie, dont les plus documentés sont ceux commis pendant la journée du 7 juin 1989 à Chambéry. Il est connu en Savoie pour avoir commis une douzaine de braquages de banques et de supermarchés. Joseph est arrêté en Sardaigne en 1990. Il est d’abord incarcéré en Italie, puis extradé en Allemagne, avant d'obtenir un non-lieu en 1991. Il revient donc en France en 1991, où il n’est poursuivi que pour le vol d’un camion de cigarettes à hauteur d’un million neuf-cent mille francs. Cependant, faute de preuve et dans l’attente du procès, le juge du tribunal de Chambéry lui attribue une liberté conditionnelle sous contrôle judiciaire en juillet 1993.

### Incarcération pour vols à main armée en 1989
Pendant son incarcération à la maison d’arrêt de Chambéry en 1991 pour les vols à main armée commis à la fin des années 1980, Joseph Messina adopte des comportements violents envers Magali Ferrand, en la frappant au visage lorsqu’elle est venue lui apporter son linge au parloir. Magali, ayant signé le pacte d’hébergement de Joseph, l’accueille à sa sortie de prison en 1993. Mais celui-ci la menace avec un couteau à cran d’arrêt pour qu’elle avoue le nom de son nouveau compagnon. Après ces faits, Magali porte plainte et adresse plusieurs lettres au procureur de la république, Michel Barrau. Sa dernière lettre date du 1er septembre 1993. Ces lettres ne mèneront cependant à aucune poursuite judiciaire.

## Les faits du double meurtre

### Le meurtre de Thierry Garbolino
Le 10 septembre 1993, aux alentours de midi, Joseph Messina se rend sur le lieu de travail de Thierry Garbolino, l’homme qu’il suspecte être le nouveau compagnon de Magali Ferrand. Il patiente deux heures sur le parking de l’entreprise où Thierry travaille. Après que Thierry soit sorti du travail, Joseph le force à monter dans sa voiture en le braquant avec une arme de calibre 11.43, et lui demande d’indiquer où se trouve Magali. Thierry cède, et Joseph le conduit alors vers le col du Mont Granier en Savoie, où il l’assassine d’une balle dans le ventre et de deux balles dans la tête.

### Le meurtre de Magali Ferrand
Après les violences commises par Joseph en 1993, Magali Ferrand prend la décision de fuir chez son oncle avec sa fille à Brignoles dans le Var. Or le 12 septembre 1993, aux alentours de minuit, Joseph retrouve Magali, puis séquestre et ligote son oncle et Victoria, leur fille,  avant d’amener Magali sur un sentier et de l’abattre de trois balles de Colt M1911: une balle dans le bras, deux dans la tête.

## L'enquête

### La piste de Joseph Messina
Dans la nuit du 12 septembre 1993 à une heure du matin, l’oncle de Magali Ferrand, qui avait été séquestré, indique aux enquêteurs qu'il est certain que Magali a été enlevée par le père de la petite Victoria: Joseph Messina.

### La découverte des corps de Thierry Garbolino et de Magali Ferrand
Le 13 septembre 1993, deux chasseurs préviennent les gendarmes de Savoie de la découverte d’un cadavre au mont Granier, qui s’avère être le corps de Thierry Garbolino. Dans la même journée, en fin de matinée dans le Var, deux promeneurs découvrent un cadavre, identifié comme étant celui de Magali Ferrand.

## Première cavale (septembre 1993-janvier 1994)

### La lettre envoyée au Dauphiné Libéré et au procureur
En cavale depuis le meurtre de Magali Ferrand, Joseph Messina envoie une lettre manuscrite de quatre-vingt pages au procureur de la république et au journal local : Le Dauphiné libéré. Dans cette lettre, sur laquelle il a volontairement laissé quatre empreintes digitales, il décrit les meurtres de Magali Ferrand et de Thierry Garbolino, sans exprimer de regrets. Le Dauphiné libéré décidera de publier pendant trois jours de suite des extraits de cette lettre. Dans ces extraits, on peut notamment lire la phrase suivante : 
         « On me dit dangereux... Face aux dangers certainement. Quelles que soient les circonstances, jamais plus que certains flics (...) Je suis loin d'être un ange, mais sûrement pas un ennemi public comme on dit (...). Je suis encore jeune, mais je connais déjà beaucoup de choses... de la vieillesse ; j'en ai peur et donc je n'espère pas me faire vieux. En attendant, chaque jour de liberté que je vous vole est une victoire pour moi. »

### Le braquage du Crédit lyonnais
Alors qu’il est en cavale depuis un mois, Joseph Messina commet un hold-up à visage découvert au Crédit lyonnais de Chambéry le 21 octobre 1993 , dans lequel il volera 186 000 francs.

## Arrestation
Après une cavale d’un an et cinq mois, Joseph Messina est arrêté à Paris fin janvier 1994, après que la brigade de répression du proxénétisme arrête un proxénète à Paris. Les policiers perquisitionnent l’un des studios du proxénète et dans le lave-linge, trouvent des chargeurs, des munitions, des gants, du maquillage, du ruban adhésif et une cagoule. Le proxénète déclare qu’il ne sait pas à qui appartiennent ces affaires. Les policiers remontent jusqu’à Joseph Messina, où il avoue les deux meurtres aux enquêteurs.

## Procès et condamnation
Le procès de Joseph Messina pour séquestration et assassinat s’ouvre le 13 octobre 1995 à la chambre criminelle de la cour de cassation à la cour d’assise de la Savoie. Après 3 jours de délibération, Joseph Messina est condamné à la réclusion criminelle à perpétuité avec une peine de sureté de 18 ans, et se voit privé des droits civiques, civils et de famille .
Pendant le procès, il demande au président, M. Guillouxde lire la lettre qu’il avait fait paraître dans le Dauphiné libéré un an auparavant, demande qui lui sera refusée.
Il est placé en détention dans le département de l’Ain en 1995.

## Seconde cavale (12 mars 2019-30 avril 2019)
Le 12 mars 2019, vingt-cinq ans après les faits, Joseph Messina bénéficie de sa première permission de sortie. Alors placé sous semi-liberté, Joseph Messina quitte la maison d’arrêt de Bourg-en-Bresse pour une durée de six semaines avant que les enquêteurs de la brigade de répression du banditisme ne le retrouvent en possession d’armes le 30 avril 2019, dans le cadre d’une information judiciaire ouverte pour « évasion » menée par la direction interrégionale de police judiciaire (DIPJ) de Lyon. Il sera condamné à trois années de prison supplémentaires pour évasion.

### Documentaires télévisés
- « Joseph Messina Mortelle jalousie » le 23 septembre 2012 dans Faites entrer l'accusé présenté par Frédérique Lantieri sur France 2.